# Лужане (Алексинац)
Лужане је насеље у Србији у општини Алексинац у Нишавском округу. Према попису из 2022. било је 651 становника (према попису из 1991. било је 1081 становника).

## Демографија
У насељу Лужане живи 759 пунолетних становника, а просечна старост становништва износи 42,2 година (39,9 код мушкараца и 44,2 код жена). У насељу има 289 домаћинстава, а просечан број чланова по домаћинству је 3,26.
Ово место је углавном насељено Србима (према попису из 2002. године).
|  |

| Демографија | Демографија | Демографија |
| Година      | Становника  | Становника  |
| ----------- | ----------- | ----------- |
| 1948.       | 1.396       |             |
| 1953.       | 1.428       |             |
| 1961.       | 1.449       |             |
| 1971.       | 1.266       |             |
| 1981.       | 1.158       |             |
| 1991.       | 1.081       | 1.036       |
| 2002.       | 942         | 959         |

| Етнички састав према попису из 2002.‍ | Етнички састав према попису из 2002.‍ | Етнички састав према попису из 2002.‍ | Етнички састав према попису из 2002.‍ | Етнички састав према попису из 2002.‍ |
| ------------------------------------ | ------------------------------------ | ------------------------------------ | ------------------------------------ | ------------------------------------ |
|                                      |                                      |                                      |                                      |                                      |
| Срби                                 | Срби                                 |                                      | 857                                  | 90,97%                               |
| Роми                                 | Роми                                 |                                      | 50                                   | 5,30%                                |
| Македонци                            | Македонци                            |                                      | 4                                    | 0,42%                                |
| Хрвати                               | Хрвати                               |                                      | 1                                    | 0,10%                                |
| непознато                            | непознато                            |                                      | 29                                   | 3,07%                                |

| Година пописа     | 1948. | 1953. | 1961. | 1971. | 1981. | 1991. | 2002. |
| ----------------- | ----- | ----- | ----- | ----- | ----- | ----- | ----- |
| Број домаћинстава | 315   | 333   | 366   | 344   | 336   | 306   | 289   |

| Број чланова      | 1  | 2  | 3  | 4  | 5  | 6  | 7 | 8 | 9 | 10 и више | Просек |
| ----------------- | -- | -- | -- | -- | -- | -- | - | - | - | --------- | ------ |
| Број домаћинстава | 58 | 70 | 38 | 52 | 39 | 19 | 4 | 6 | 1 | 2         | 3,26   |

| Пол    | Укупно | Неожењен/Неудата | Ожењен/Удата | Удовац/Удовица | Разведен/Разведена | Непознато |
| ------ | ------ | ---------------- | ------------ | -------------- | ------------------ | --------- |
| Мушки  | 366    | 91               | 237          | 27             | 10                 | 1         |
| Женски | 431    | 81               | 243          | 93             | 13                 | 1         |
| УКУПНО | 797    | 172              | 480          | 120            | 23                 | 2         |

| Пол    | Укупно                    | Пољопривреда, лов и шумарство | Рибарство                            | Вађење руде и камена | Прерађивачка индустрија       |
| ------ | ------------------------- | ----------------------------- | ------------------------------------ | -------------------- | ----------------------------- |
| Мушки  | 179                       | 69                            | 0                                    | 0                    | 37                            |
| Женски | 86                        | 50                            | 0                                    | 0                    | 9                             |
| УКУПНО | 265                       | 119                           | 0                                    | 0                    | 46                            |
| Пол    | Производња и снабдевање   | Грађевинарство                | Трговина                             | Хотели и ресторани   | Саобраћај, складиштење и везе |
| Мушки  | 1                         | 11                            | 14                                   | 1                    | 20                            |
| Женски | 0                         | 1                             | 6                                    | 2                    | 0                             |
| УКУПНО | 1                         | 12                            | 20                                   | 3                    | 20                            |
| Пол    | Финансијско посредовање   | Некретнине                    | Државна управа и одбрана             | Образовање           | Здравствени и социјални рад   |
| Мушки  | 0                         | 3                             | 8                                    | 3                    | 1                             |
| Женски | 0                         | 0                             | 1                                    | 4                    | 8                             |
| УКУПНО | 0                         | 3                             | 9                                    | 7                    | 9                             |
| Пол    | Остале услужне активности | Приватна домаћинства          | Екстериторијалне организације и тела | Непознато            | Непознато                     |
| Мушки  | 1                         | 0                             | 0                                    | 10                   | 10                            |
| Женски | 0                         | 0                             | 0                                    | 5                    | 5                             |
| УКУПНО | 1                         | 0                             | 0                                    | 15                   | 15                            |